# Championnats du monde de ski alpin 2023
Navigation
Cortina 2021 Saalbach 2025
Les championnats du monde de ski alpin 2023, quarante-septième édition des championnats du monde de ski alpin, ont lieu du 6 au 19 février 2023 dans les stations savoyardes de Courchevel et Méribel, en France.
Marco Odermatt et Mikaela Shiffrin sont les skieurs les plus décorés de ces Mondiaux, le skieur suisse réussissant la rare combinaison en or : descente + slalom géant, ses deux premières victoires, et également premiers podiums aux championnats du monde. Le leader de la Coupe du monde n'avait par ailleurs jamais gagné de descente avant son triomphe sur la piste de l'Éclipse de Courchevel. Pour sa part, la recordwoman au nombre de victoires féminines, parvient à quatorze médailles et sept titres gagnés aux Mondiaux depuis 2013 et aurait pu faire encore mieux, si elle n'avait pas enfourché à trois portes de l'arrivée du slalom du combiné alpin gagné par Federica Brignone. Pour la première fois championne du monde du slalom géant et médaillée d'argent du Super-G derrière Marta Bassino, Shiffrin, grande favorite du slalom, est battue par la canadienne Laurence St-Germain qui signe là sa toute première victoire sur le circuit international. Le Canada fête aussi la victoire de James Crawford dans le Super-G hommes, qui devance Aleksander Aamodt Kilde par le plus petit écart en ski alpin (1/100e de seconde). AJ Ginnis est le premier grec à monter sur un podium international de ski alpin ou de toute discipline de neige, quand il prend la médaille d'argent du slalom hommes gagné par Henrik Kristoffersen qui remonte quinze places en deuxième manche. 
La Suisse compte le plus grand nombre de victoires (trois), avec celle de Jasmine Flury dans la descente femmes, et la Norvège totalise le plus grand nombre de podiums (neuf). La France, nation hôte, bénéficie des performances du seul Alexis Pinturault, champion du monde du combiné alpin pour la deuxième fois, et médaillé de bronze du Super-G.  Ces Mondiaux 2023 se déroulent du premier au dernier jour sous un soleil resplendissant, et de façon particulièrement rare pour des Mondiaux, aucune course ne doit être reportée. 

## Désignation
La candidature commune de Courchevel et Méribel, stations voisines des Trois Vallées en Tarentaise pour organiser les Championnats du monde de ski alpin 2023 a été retenue par les membres du congrès de la Fédération internationale de ski, face à la station autrichienne de Saalbach, le 17 mai 2018 à Costa Navarino en Grèce.
C'est la cinquième fois que la France accueillera les Mondiaux de ski alpin, après Chamonix (1937, 1962), Grenoble (lors des Jeux Olympiques d'hiver de 1968) et Val d'Isère en 2009 .
En avril 2019, la championne du monde de slalom 1985 et triple médaillée olympique Perrine Pelen est nommée directrice générale du comité d'organisation des Mondiaux 2023.
Les pistes des Mondiaux 2023, celle de vitesse, l'Éclipse à Courchevel, et celle pour les épreuves techniques, le Roc de Fer à Méribel, ont été testées par les skieurs et skieuses lors des finales de la Coupe du monde 2021-2022 qui y ont eu lieu du 16 au 20 mars 2022.  
Le budget d'organisation de ces championnats du monde s'élève à 47,5 millions d'euros, dont 32 millions d'euros apportés par la Fédération internationale de ski (FIS).

## Informations

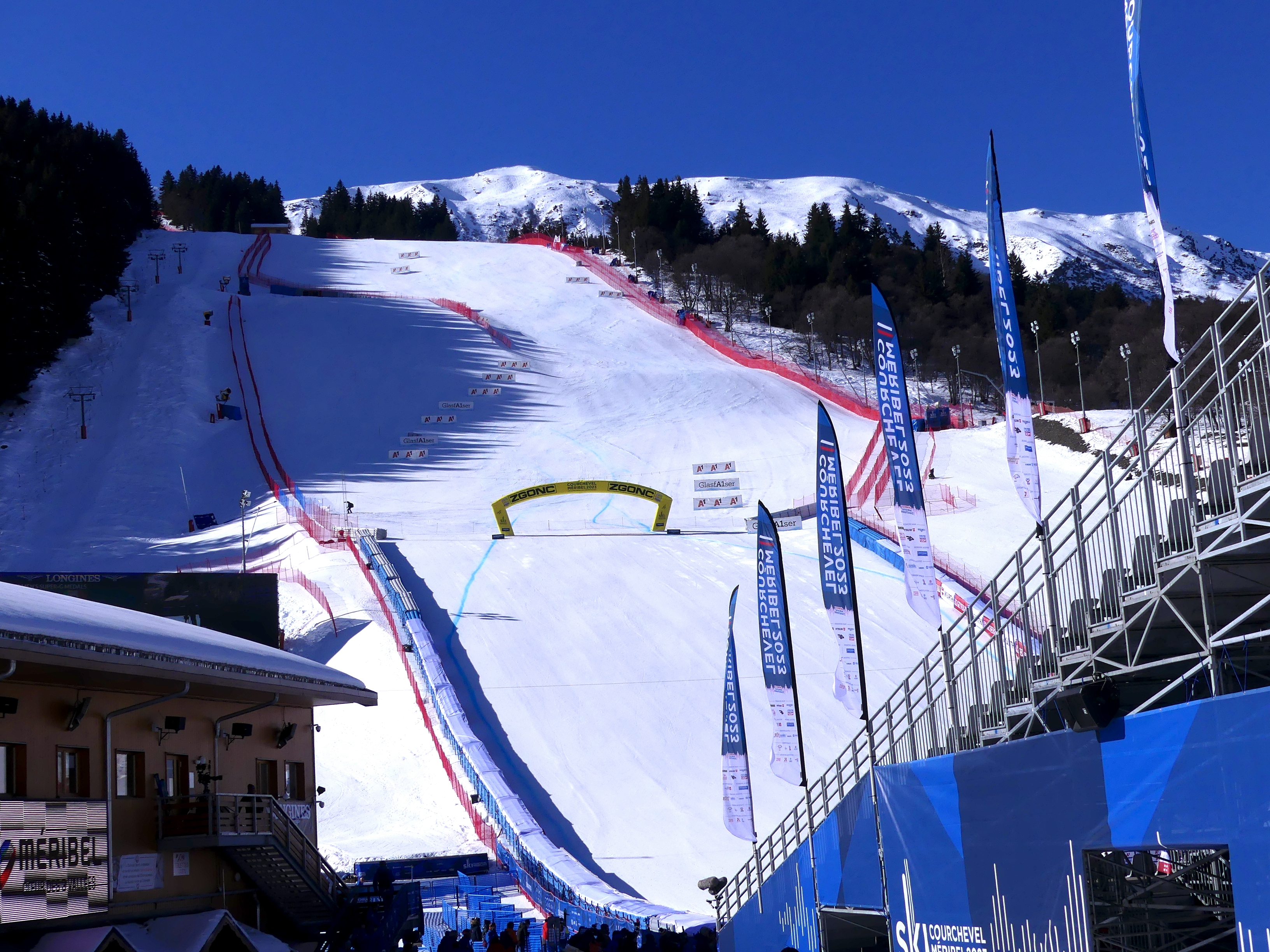
Arrivée de la piste 'Roc de Fer' à Méribel.

Les compétitions ont lieu sur 2 pistes différentes : L'Éclipse à Courchevel pour les épreuves masculines et le Roc de Fer à Méribel pour les épreuves féminines,.
| Épreuve                         | Piste         | Altitude Départ | Altitude Arrivée | Dénivelé | Longueur de course | Pente moyenne | Pente maximale | Pente minimale |
| ------------------------------- | ------------- | --------------- | ---------------- | -------- | ------------------ | ------------- | -------------- | -------------- |
| Descente – Dames                | Le Roc de Fer | 2 150 m         | 1 465 m          | 685 m    | 2 413 m            | 27%           | 55%            | 9%             |
| Super-G – Dames                 | Le Roc de Fer | 2 065 m         | 1 465 m          | 600 m    | 2 204 m            | 26%           | 55%            | 9%             |
| Super-G du combiné – Dames      | Le Roc de Fer | 2 065 m         | 1 465 m          | 600 m    | 2 204 m            | 26%           | 55%            | 9%             |
| Slalom géant – Dames            | Le Roc de Fer | 1 830 m         | 1 452 m          | 378 m    | 1 312 m            | 30%           | 55%            | 9%             |
| Slalom – Dames                  | Le Roc de Fer | 1 630 m         | 1 432 m          | 198 m    | 500 m              | 39%           | 55%            | 11%            |
| Slalom du combiné – Dames       | Le Roc de Fer | 1 630 m         | 1 432 m          | 198 m    | 500 m              | 39%           | 55%            | 11%            |
| Slalom géant parallèle – Dames  | Le Roc de Fer | 1 555 m         | 1 432 m          | 123 m    | 360 m              | 35%           | 50%            | 25%            |
| Slalom géant parallèle – Hommes | Le Roc de Fer | 1 555 m         | 1 432 m          | 123 m    | 360 m              | 35%           | 50%            | 25%            |
| Parallèle par équipe – Mixte    | Le Roc de Fer | 1 555 m         | 1 432 m          | 123 m    | 360 m              | 35%           | 50%            | 25%            |
| Descente – Hommes               | L’Éclipse     | 2 235 m         | 1 290 m          | 945 m    | 3 100 m            | 30%           | 58%            | 11%            |
| Super-G – Hommes                | L’Éclipse     | 1 880 m         | 1 290 m          | 590 m    | 1 857 m            | 32%           | 58%            | 16%            |
| Super-G du combiné – Hommes     | L’Éclipse     | 1 880 m         | 1 290 m          | 590 m    | 1 857 m            | 32%           | 58%            | 16%            |
| Slalom géant – Hommes           | L’Éclipse     | 1 730 m         | 1 280 m          | 450 m    | 1 840 m            | 34%           | 56%            | 43%            |
| Slalom – Hommes                 | L’Éclipse     | 1 485 m         | 1 280 m          | 205 m    | 575 m              | 36%           | 56%            | 43%            |
| Slalom du combiné – Hommes      | L’Éclipse     | 1 485 m         | 1 280 m          | 205 m    | 575 m              | 36%           | 56%            | 43%            |

## Calendrier des compétitions
Le tableau ci-dessous montre le calendrier des treize épreuves de ski alpin.
| Heure | Horaire local de l'épreuve (UTC +1) |
| ----- | ----------------------------------- |

| Épreuves                             | Épreuves                             | Épreuves                             | Journées de compétition | Journées de compétition | Journées de compétition | Journées de compétition | Journées de compétition | Journées de compétition | Journées de compétition | Journées de compétition | Journées de compétition | Journées de compétition | Journées de compétition | Journées de compétition | Journées de compétition | Journées de compétition | Journées de compétition |
| ------------------------------------ | ------------------------------------ | ------------------------------------ | ----------------------- | ----------------------- | ----------------------- | ----------------------- | ----------------------- | ----------------------- | ----------------------- | ----------------------- | ----------------------- | ----------------------- | ----------------------- | ----------------------- | ----------------------- | ----------------------- | ----------------------- |
| Épreuves                             | Épreuves                             | Épreuves                             | D                       | L                       | M                       | M                       | J                       | V                       | S                       | D                       | L                       | M                       | M                       | J                       | V                       | S                       | D                       |
| Épreuves                             | Épreuves                             | Épreuves                             | 5                       | 6                       | 7                       | 8                       | 9                       | 10                      | 11                      | 12                      | 13                      | 14                      | 15                      | 16                      | 17                      | 18                      | 19                      |
| Épreuves                             | Épreuves                             | Épreuves                             | F é v r i e r           |                         |                         |                         |                         |                         |                         |                         |                         |                         |                         |                         |                         |                         |                         |
| Cérémonies d'ouverture et de clôture | Cérémonies d'ouverture et de clôture | Cérémonies d'ouverture et de clôture | •                       |                         |                         |                         |                         |                         |                         |                         |                         |                         |                         |                         |                         |                         | •                       |
|                                      |                                      |                                      |                         |                         |                         |                         |                         |                         |                         |                         |                         |                         |                         |                         |                         |                         |                         |
| Hommes                               |                                      |                                      |                         |                         |                         |                         |                         |                         |                         |                         |                         |                         |                         |                         |                         |                         |                         |
| Descente                             | Descente                             |                                      |                         |                         |                         |                         |                         |                         | 11 h 00                 |                         |                         |                         |                         |                         |                         |                         |                         |
| Super-G                              | Super-G                              |                                      |                         |                         |                         | 11 h 30                 |                         |                         |                         |                         |                         |                         |                         |                         |                         |                         |                         |
| Combiné                              | Super-G                              |                                      |                         | 11 h 00                 |                         |                         |                         |                         |                         |                         |                         |                         |                         |                         |                         |                         |                         |
| Combiné                              | Slalom                               |                                      |                         | 14 h 30                 |                         |                         |                         |                         |                         |                         |                         |                         |                         |                         |                         |                         |                         |
| Slalom géant                         | Manche 1                             |                                      |                         |                         |                         |                         |                         |                         |                         |                         |                         |                         |                         | 10 h 00                 |                         |                         |                         |
| Slalom géant                         | Manche 2                             |                                      |                         |                         |                         |                         |                         |                         |                         |                         |                         |                         |                         | 13 h 30                 |                         |                         |                         |
| Slalom                               | Manche 1                             |                                      |                         |                         |                         |                         |                         |                         |                         |                         |                         |                         |                         |                         |                         | 10 h 00                 |                         |
| Slalom                               | Manche 2                             |                                      |                         |                         |                         |                         |                         |                         |                         |                         |                         |                         |                         |                         |                         | 13 h 30                 |                         |
| Parallèle                            | Parallèle                            |                                      |                         |                         |                         |                         |                         |                         |                         |                         |                         | 12 h 00                 |                         |                         |                         |                         |                         |
|                                      |                                      |                                      |                         |                         |                         |                         |                         |                         |                         |                         |                         |                         |                         |                         |                         |                         |                         |
| Femmes                               |                                      |                                      |                         |                         |                         |                         |                         |                         |                         |                         |                         |                         |                         |                         |                         |                         |                         |
| Descente                             | Descente                             |                                      |                         |                         |                         |                         |                         | 11 h 00                 |                         |                         |                         |                         |                         |                         |                         |                         |                         |
| Super-G                              | Super-G                              |                                      |                         |                         | 11 h 30                 |                         |                         |                         |                         |                         |                         |                         |                         |                         |                         |                         |                         |
| Combiné                              | Super-G                              |                                      | 11 h 00                 |                         |                         |                         |                         |                         |                         |                         |                         |                         |                         |                         |                         |                         |                         |
| Combiné                              | Slalom                               |                                      | 14 h 30                 |                         |                         |                         |                         |                         |                         |                         |                         |                         |                         |                         |                         |                         |                         |
| Slalom géant                         | Manche 1                             |                                      |                         |                         |                         |                         |                         |                         |                         |                         |                         |                         | 10 h 00                 |                         |                         |                         |                         |
| Slalom géant                         | Manche 2                             |                                      |                         |                         |                         |                         |                         |                         |                         |                         |                         |                         | 13 h 30                 |                         |                         |                         |                         |
| Slalom                               | Manche 1                             |                                      |                         |                         |                         |                         |                         |                         |                         |                         |                         |                         |                         |                         | 10 h 00                 |                         |                         |
| Slalom                               | Manche 2                             |                                      |                         |                         |                         |                         |                         |                         |                         |                         |                         |                         |                         |                         | 13 h 30                 |                         |                         |
| Parallèle                            | Parallèle                            |                                      |                         |                         |                         |                         |                         |                         |                         |                         |                         | 12 h 00                 |                         |                         |                         |                         |                         |
|                                      |                                      |                                      |                         |                         |                         |                         |                         |                         |                         |                         |                         |                         |                         |                         |                         |                         |                         |
| Mixte                                | Par équipes                          | Par équipes                          |                         |                         |                         |                         |                         |                         |                         |                         |                         | 12 h 00                 |                         |                         |                         |                         |                         |
|                                      |                                      |                                      |                         |                         |                         |                         |                         |                         |                         |                         |                         |                         |                         |                         |                         |                         |                         |

## Résultats

### Hommes
| Épreuves                         | Or                   | Argent                  | Bronze            |
| -------------------------------- | -------------------- | ----------------------- | ----------------- |
| Descente Résultats détaillés     | Marco Odermatt       | Aleksander Aamodt Kilde | Cameron Alexander |
| Super G Résultats détaillés      | James Crawford       | Aleksander Aamodt Kilde | Alexis Pinturault |
| Slalom géant Résultats détaillés | Marco Odermatt       | Loïc Meillard           | Marco Schwarz     |
| Slalom Résultats détaillés       | Henrik Kristoffersen | AJ Ginnis               | Alex Vinatzer     |
| Combiné Résultats détaillés      | Alexis Pinturault    | Marco Schwarz           | Raphael Haaser    |
| Parallèle Résultats détaillés    | Alexander Schmid     | Dominik Raschner        | Timon Haugan      |

### Femmes
| Épreuves                         | Or                    | Argent            | Bronze                             |
| -------------------------------- | --------------------- | ----------------- | ---------------------------------- |
| Descente Résultats détaillés     | Jasmine Flury         | Nina Ortlieb      | Corinne Suter                      |
| Super G Résultats détaillés      | Marta Bassino         | Mikaela Shiffrin  | Cornelia Hütter Kajsa Vickhoff Lie |
| Slalom géant Résultats détaillés | Mikaela Shiffrin      | Federica Brignone | Ragnhild Mowinckel                 |
| Slalom Résultats détaillés       | Laurence St-Germain   | Mikaela Shiffrin  | Lena Dürr                          |
| Combiné Résultats détaillés      | Federica Brignone     | Wendy Holdener    | Ricarda Haaser                     |
| Parallèle Résultats détaillés    | Maria Therese Tviberg | Wendy Holdener    | Thea Louise Stjernesund            |

### Mixte
| Épreuves                        | Or                                                                                                   | Argent | Bronze                                                                |
| ------------------------------- | --- | --- | --------------------------------------------------------------------- |
| Par équipes Résultats détaillés | États-Unis- Tommy Ford - Katie Hensien - Paula Moltzan - Nina O'Brien - River Radamus - Luke Winters | Norvège- Timon Haugan - Kristin Lysdahl - Leif Kristian Nestvold-Haugen - Alexander Steen Olsen - Thea Louise Stjernesund - Maria Therese Tviberg | Canada- Valérie Grenier - Erik Read - Jeffrey Read - Britt Richardson |

## Tableau des médailles
| Rang  | Nation     | Or | Argent | Bronze | Total |
| ----- | ---------- | -- | ------ | ------ | ----- |
| 1     | Suisse     | 3  | 3      | 1      | 7     |
| 2     | Norvège    | 2  | 3      | 4      | 9     |
| 3     | États-Unis | 2  | 2      | 0      | 4     |
| 4     | Italie     | 2  | 1      | 1      | 4     |
| 5     | Canada     | 2  | 0      | 2      | 4     |
| 6     | France     | 1  | 0      | 1      | 2     |
| 6     | Allemagne  | 1  | 0      | 1      | 2     |
| 8     | Autriche   | 0  | 3      | 4      | 7     |
| 9     | Grèce      | 0  | 1      | 0      | 1     |
| Total | Total      | 13 | 13     | 14     | 40    |

### Athlètes multimédaillés
| Rang | Nation                  | Or | Argent | Bronze | Total |
| ---- | ----------------------- | -- | ------ | ------ | ----- |
| 1    | Marco Odermatt          | 2  | -      | -      | 2     |
| 2    | Mikaela Shiffrin        | 1  | 2      | -      | 3     |
| 3    | Federica Brignone       | 1  | 1      | -      | 2     |
| 4    | Alexis Pinturault       | 1  | -      | 1      | 2     |
| 5    | Wendy Holdener          | -  | 2      | -      | 2     |
| -    | Aleksander Aamodt Kilde | -  | 2      | -      | 2     |
| 7    | Marco Schwarz           | -  | 1      | 1      | 2     |

## Économie
Le budget prévisionnel de ces Mondiaux s'établit à 42 millions d'euros dont 30 millions provenant des droits de télévisions et marketing apportés par la Fédération Internationale de Ski.